# Wypad (hydrotechnika)
Wypad – część budowli hydrotechnicznej obejmująca na stanowisku dolnym budowli ubezpieczenie dna i brzegów realizująca w strefie aktywnej funkcję rozpraszania energii wody przepływającej przez urządzenia upustowe. Wypad jest nieodłączną częścią budowli, przede wszystkim dla budowli piętrzących (np. jaz, zapora, elektrownia wodna), ale bywa także niezbędny dla innych budowli, np. poniżej progu lub stopnia, które należą do kategorii budowli regulacyjnych. Za wypadem realizowana jest pasywna strefa tłumienia energii wody za pomocą kolejnej części budowli, którym jest tzw. poszur. Wypad formowany jest w formie niecki wypadowej, tj. odpowiednio dobranego i umocnionego zagłębienia, w którym kształtuje się tzw. odskok hydrauliczy. Za niecką wypadową mogą występować urządzenia (odpowiednio ukształtowana konstrukcja budowlana) do rozpraszania energii (np. szykany). Rzadziej stosuje się inne ukształtowanie wypadu, tylko w uzasadnionych przypadkach, np. wypady o pochylonym i załamanym dnie. Wypad wykonuje się jako konstrukcję betonową lub żelbetową. Dla niewielkich budowli o małej wysokości piętrzenia, np. dla wyżej wymienionych budowli regulacyjnych, wypad może zostać wykonany jako konstrukcja siatkowo-kamienna, a nawet drewniana, czy drewniano-kamienna.